# Jan Bogdanowicz (1925–1997)
Jan Bogdanowicz  (ur. 25 maja 1925 w Hancewiczach, zm. 27 marca 1997) – polski specjalista nauk rolniczych, prof. dr hab.

## Życiorys
Urodził się 25 maja 1925 r. w Hancewiczach na Polesiu. W latach 1946–1951 studiował na Wydziale Rolniczym Uniwersytetu i Politechniki Wrocławskiej, a w 1960 obronił pracę doktorską na Wydziale Rolniczym Wyższej Szkoły Rolniczej we Wrocławiu, zaś 1964 uzyskał tam stopień doktora habilitowanego. Tytuł profesora nadzwyczajnego uzyskał w 1980, a profesora zwyczajnego w 1990 r.
Zajmował się badaniami nad regionalnymi potrzebami w zakresie techniki rolniczej i stworzył szkołę zajmującą się problemami mechanizacji rolnictwa na terenach górzystych. W latach 1960–1968 należał do Rady Naukowej przy Wojewódzkiej Radzie Narodowej we Wrocławiu, zaś od 1965 r. zasiadał w Prezydium i przewodniczył Komisji Mechanizacji Rady Głównej Krajowego Związku Rolników, Kółek i Organizacji Rolniczych. Był członkiem Komitetu Techniki Rolniczej Polskiej Akademii Nauk. Autor 104 publikacji, promotor 17 przewodów doktorskich, doprowadził do zorganizowania studiów w zakresie mechanizacji rolnictwa we Wrocławiu.
Odznaczony Krzyżem Oficerskim i Kawalerskim Orderu Odrodzenia Polski i Złotym Krzyżem Zasługi.
Zmarł 27 marca 1997 r. i został pochowany na cmentarzu św. Rodziny przy ul. Smętnej we Wrocławiu.

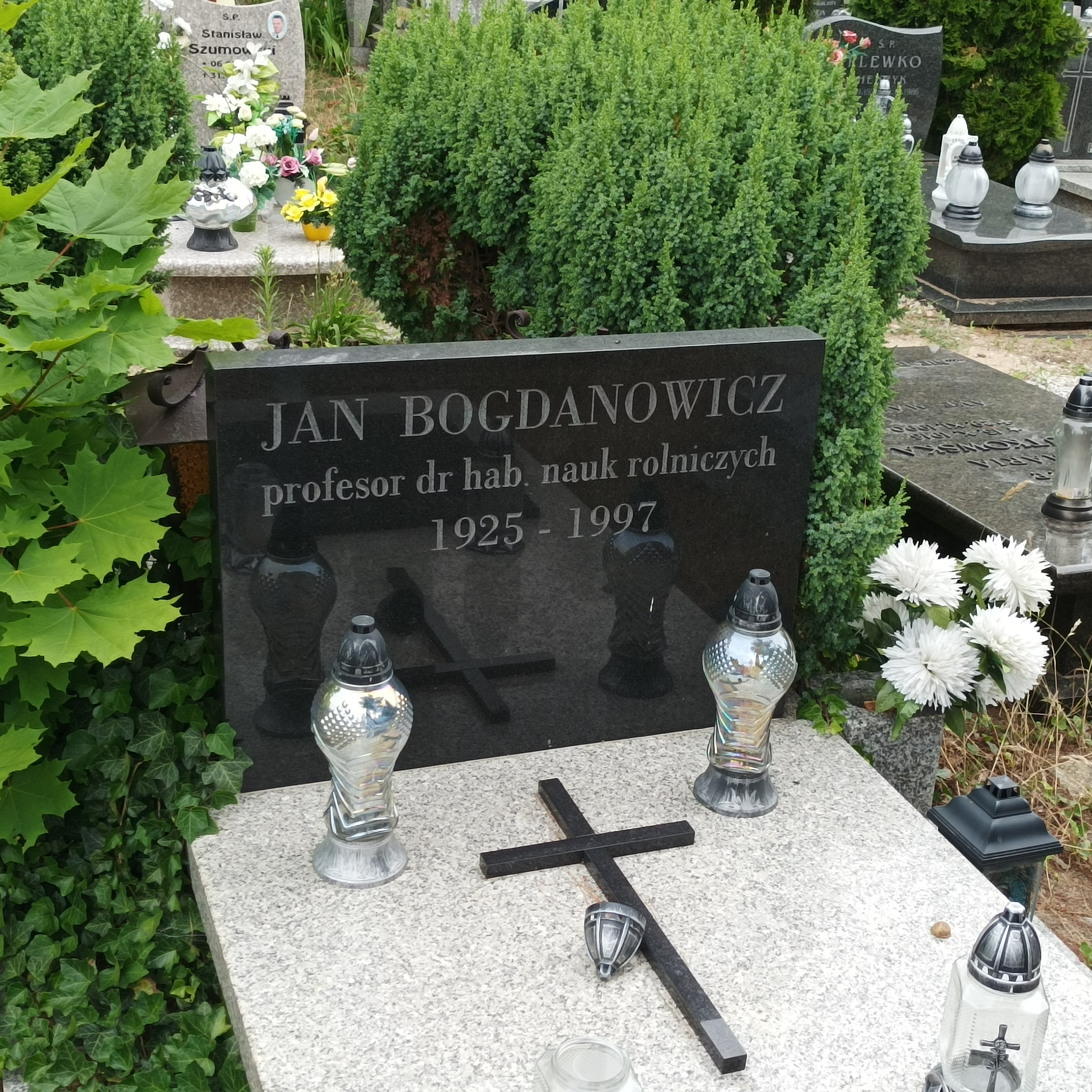
Grób prof. Jana Bogdanowicza na Cmentarzu Świętej Rodziny we Wrocławiu